# Geleitzug

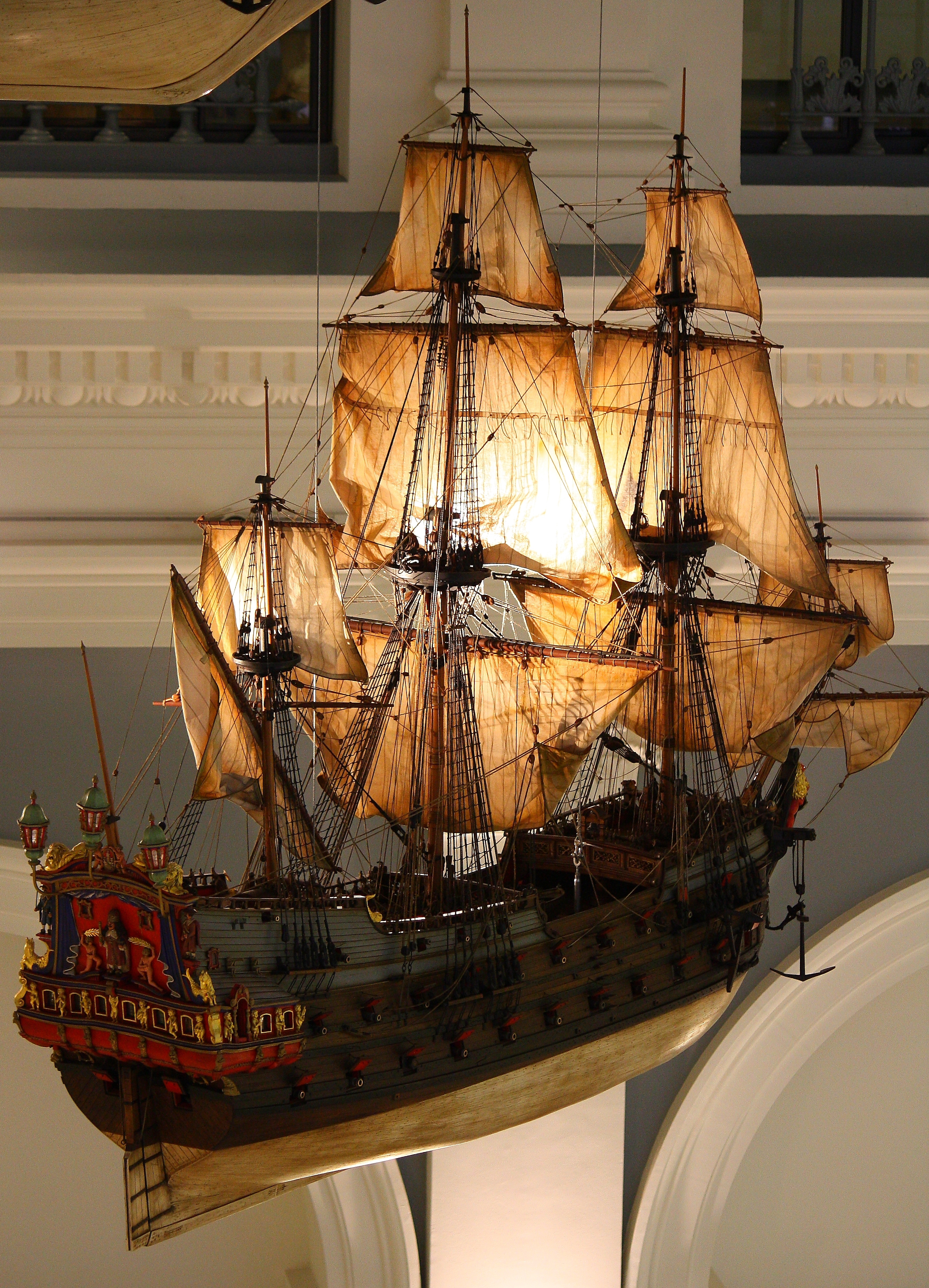
Modell des hamburgischen Konvoischiff Leopoldus Primus von 1668

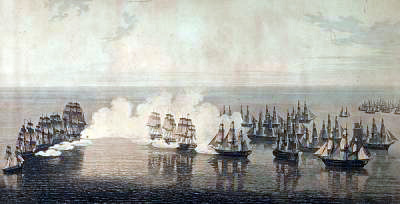
Seeschlacht von Pulo Aura zwischen einem Konvoi der Britischen Ostindien-Kompanie und französischen Kriegsschiffen, 1804

Ein Geleitzug ist eine Gruppe von Transport- und Begleitschiffen, die zum Schutz gegen Bedrohungen auf See zusammengestellt wird. Der Begriff Konvoi, hier präziser Schiffskonvoi, wird häufig synonym für Geleitzug verwendet. Im militärischen Sprachgebrauch umfasst der Begriff Konvoi nur die zu schützenden Schiffe, während Geleitzug den gesamten Verband bezeichnet.

## Zeit der Segelschiffe
Mit dem wachsenden Seehandel wuchs die Notwendigkeit, Frachtschiffe vor Piraten und gegnerischen Staaten zu beschützen. Die Hanse institutionalisierte ab dem späten 14. Jahrhundert die Konvoischifffahrt als ein Verfahren, um ihre Schiffe in solchen Seegebieten zu schützen, in denen sie keine sichere Seeherrschaft ausüben konnte. Die Hansestädte Hamburg und Bremen behielten die Konvoischifffahrt auch nach dem Niedergang der Hanse bis ins 18. Jahrhundert bei. Ein weiteres Beispiel für die Organisation von Geleitzügen sind die spanische Silberflotten im 16. Jahrhundert. Im 1. Englisch-Niederländischen Krieg von 1652 bis 1654 standen Kämpfe um Geleitzüge im Vordergrund.
Die großen europäischen Handelskompanien bauten für den Überseehandel besonders geeignete und schwer bewaffnete Schiffe, sogenannte Ostindienfahrer, die sich in Konvois gegenseitig schützten und zusätzlich von Kriegsschiffen gesichert wurden. Diese Konvois konnten teilweise das Gefecht mit Marineverbänden aufnehmen, wie zum Beispiel 1804 in der Seeschlacht von Pulo Aura, in der ein aus 16 Handelsschiffen bestehender Konvoi der Britischen Ostindien-Kompanie, geschützt nur von einer Brigg der Royal Navy, einen französischen Verband aus einem Linienschiff, zwei Fregatten und einer Brigg in die Flucht schlagen konnten.
Nach dem Ende der napoleonischen Kriege und dem Entstehen der neuen Friedensordnung des Wiener Kongresses 1815 und wegen des Aufkommens der Dampfschifffahrt spielten Geleitzüge während des restlichen 19. Jahrhunderts eine geringere Rolle als in den Jahrhunderten zuvor. So hielt die britische Admiralität zu Beginn des Ersten Weltkriegs ein Konvoisystem nach früherer Art nicht für erforderlich.

## Erster Weltkrieg

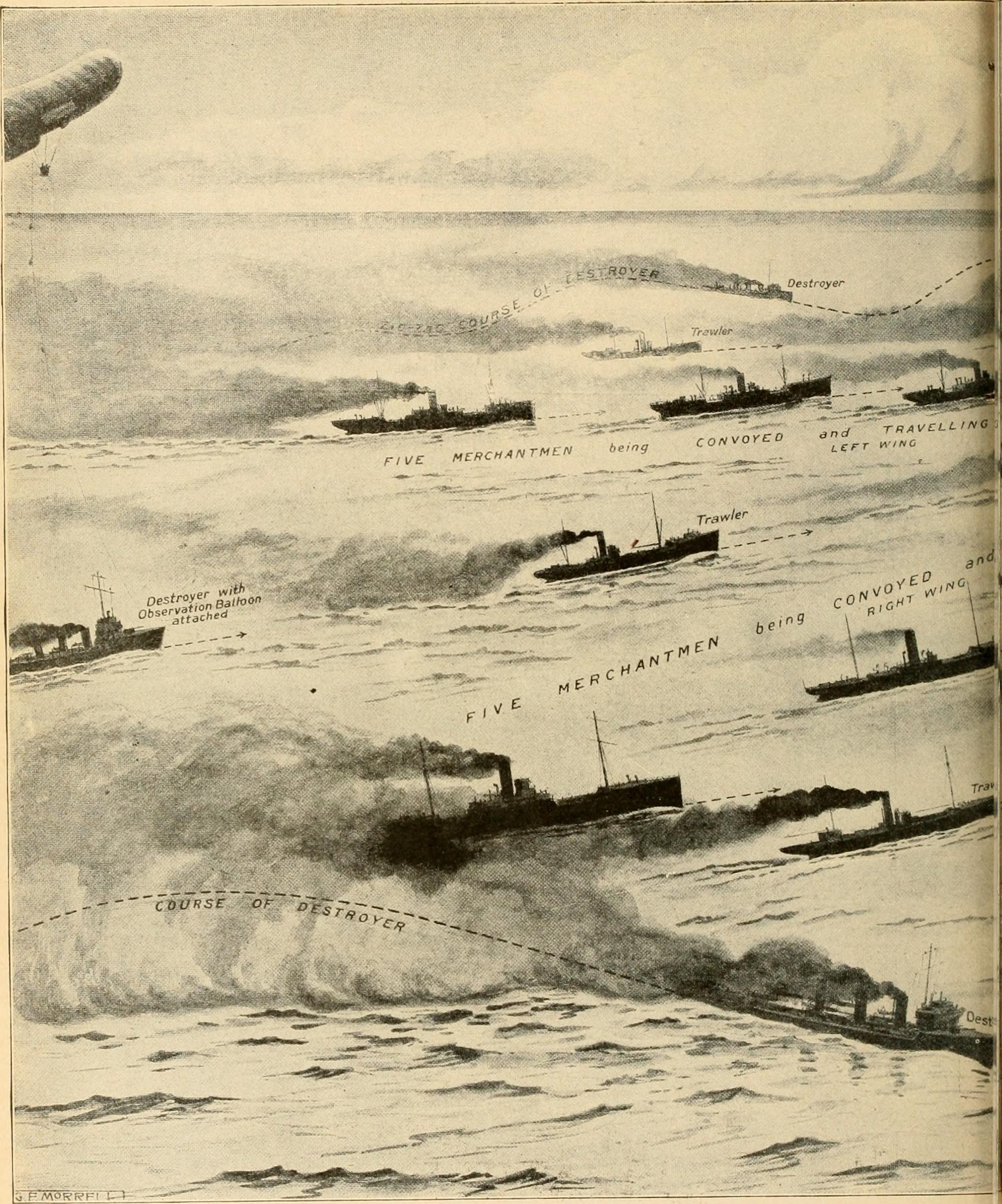
Postkarte mit Geleitzug im Ersten Weltkrieg

Das erste moderne Geleitzugsystem führte die Kaiserliche Marine in der Ostsee bereits ab dem 7. April 1916 ein. Ursächlich hierfür waren die 1915 stark angestiegenen Verluste von Handelsschiffen, die das für die deutsche Rüstung unentbehrliche Eisenerz aus Schweden transportierten. Das Ansteigen der Verluste beruhte auf einer Intensivierung des U-Boots-Kriegs seitens der zaristischen russischen Flotte in Kooperation mit der Royal Navy: So verlegte die britische Marine im Laufe des Jahres 1915 fünf große U-Boote der E-Klasse in die Ostsee, während die Baltische Flotte bis zum Ausbruch der Oktoberrevolution insgesamt 18 U-Boote der modernen Bars-Klasse in Dienst stellen konnte. Die Effektivität des Geleitzugsystems zeigte sich bereits kurz nach dessen Einführung. So gingen die Verluste ab Juli 1916 drastisch zurück, während es den in Handelsschutzflottillen organisierten deutschen Streitkräften gelang, zwei U-Boote zu versenken und andere zu beschädigen. Die Teilnahme am deutschen System war für die Reedereien freiwillig, wurde jedoch nach einer kurzen Phase der Skepsis breit angenommen. Ergänzt wurde das System durch Abmachungen mit Schweden, in den dortigen Küstengewässern fahren zu dürfen resp. in diese bei Angriffen ausweichen zu können.
In beiden Weltkriegen war die Versorgung des Vereinigten Königreiches aus Übersee und insbesondere aus den USA von kriegsentscheidender Bedeutung. Neue Bedrohungen gegen die Schifffahrt gingen dabei insbesondere von U-Booten, von Flugzeugen, Hilfskreuzern und Seeminen aus.
Im April 1917 äußerte der Erste Seelord John Jellicoe mit Bezug auf den uneingeschränkten U-Boot-Krieg Deutschlands:

„Die Deutschen werden gewinnen, wenn wir diesen Verlusten kein Ende machen …“

Bis dahin hatten die Briten – möglicherweise unnötig – zwei Millionen Tonnen Schiffsraum verloren, da sie sich wegen eines vermeintlich zu langsamen Vorwärtskommens geweigert hatten, ein Geleitzugsystem anzuordnen. Bevor der spätere US-Präsident Herbert Hoover das Vereinigte Königreich verließ, um einen neuen Dienst anzutreten, bat ihn sein Freund Admiral William Sims, bei Woodrow Wilson darauf hinzuwirken, er möge auf die Schaffung eines Geleitzugsystems bestehen. 800.000 Tonnen pro Monat versenkten die Deutschen, weit mehr, als sich aus den amtlichen Zahlen erahnen ließ; die Schifffahrt der Alliierten hätte damit im Dezember 1917 zum Erliegen kommen können.
Die Geleitzüge erwiesen sich dann im Ersten Weltkrieg als das wirksamste Verfahren, um Handelsschiffe gegen U-Boote zu schützen (→Seekrieg im Ersten Weltkrieg). Die Geleitzüge waren in der Regel durch Kriegsschiffe bewacht; zudem trugen die Handelsschiffe häufig auch eigene Geschütze. Mit ihrer Hilfe gelang es den Gegnern Deutschlands ab 1917, ihre Schiffsverluste durch U-Boote erheblich zu senken. Gegen die Taktik der Geleitzüge entwickelte der deutsche Admiral Karl Dönitz die bereits im Ersten Weltkrieg gelegentlich ausprobierte Rudeltaktik, die im Zweiten Weltkrieg lange Zeit erfolgreich war.

## Zweiter Weltkrieg im Atlantik

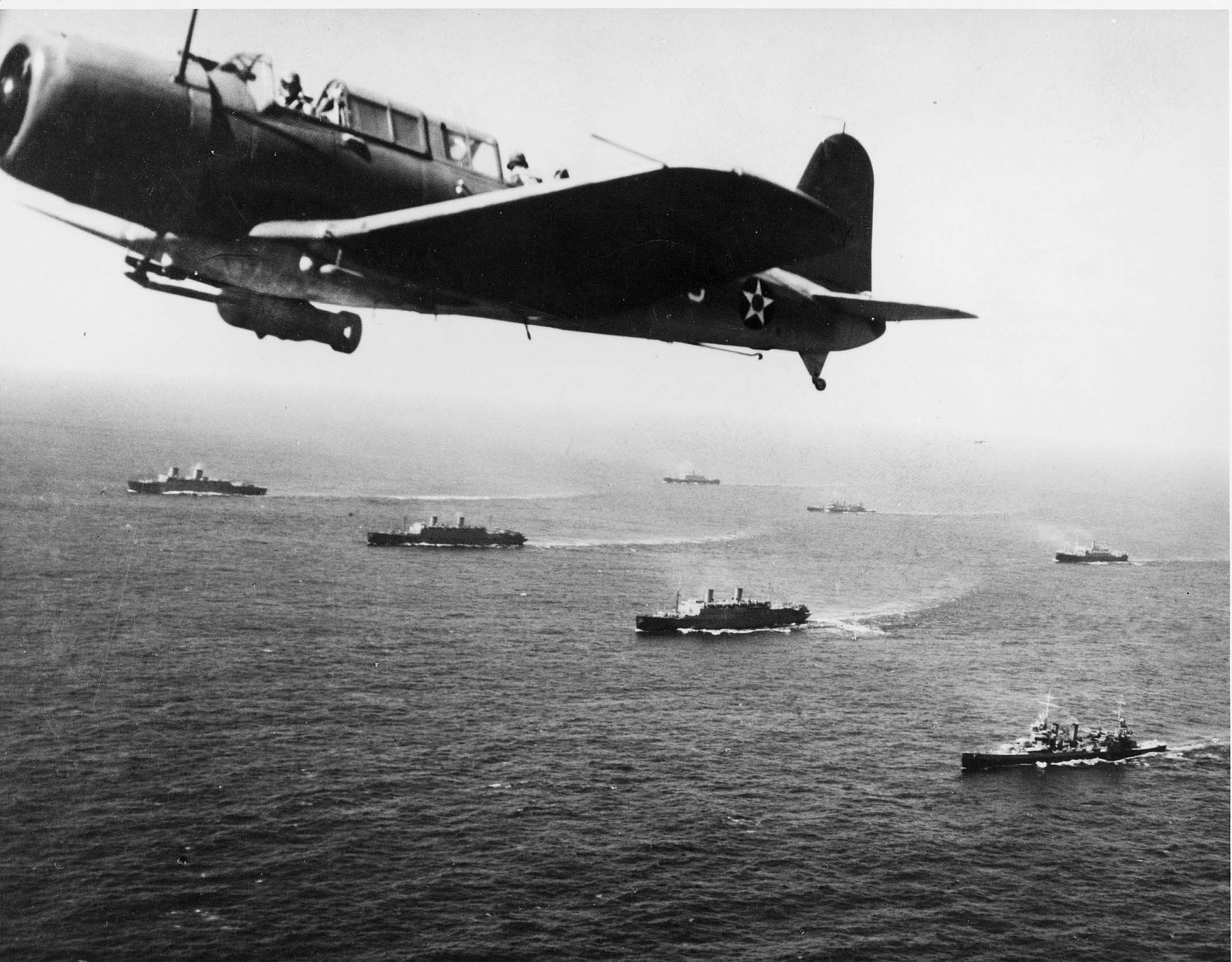
Schiffskonvoi WS-12 auf dem Weg nach Kapstadt. In der Luft eine Vought SB2U vom amerikanischen Flugzeugträger Ranger auf U-Boot-Patrouille (27. November 1941)

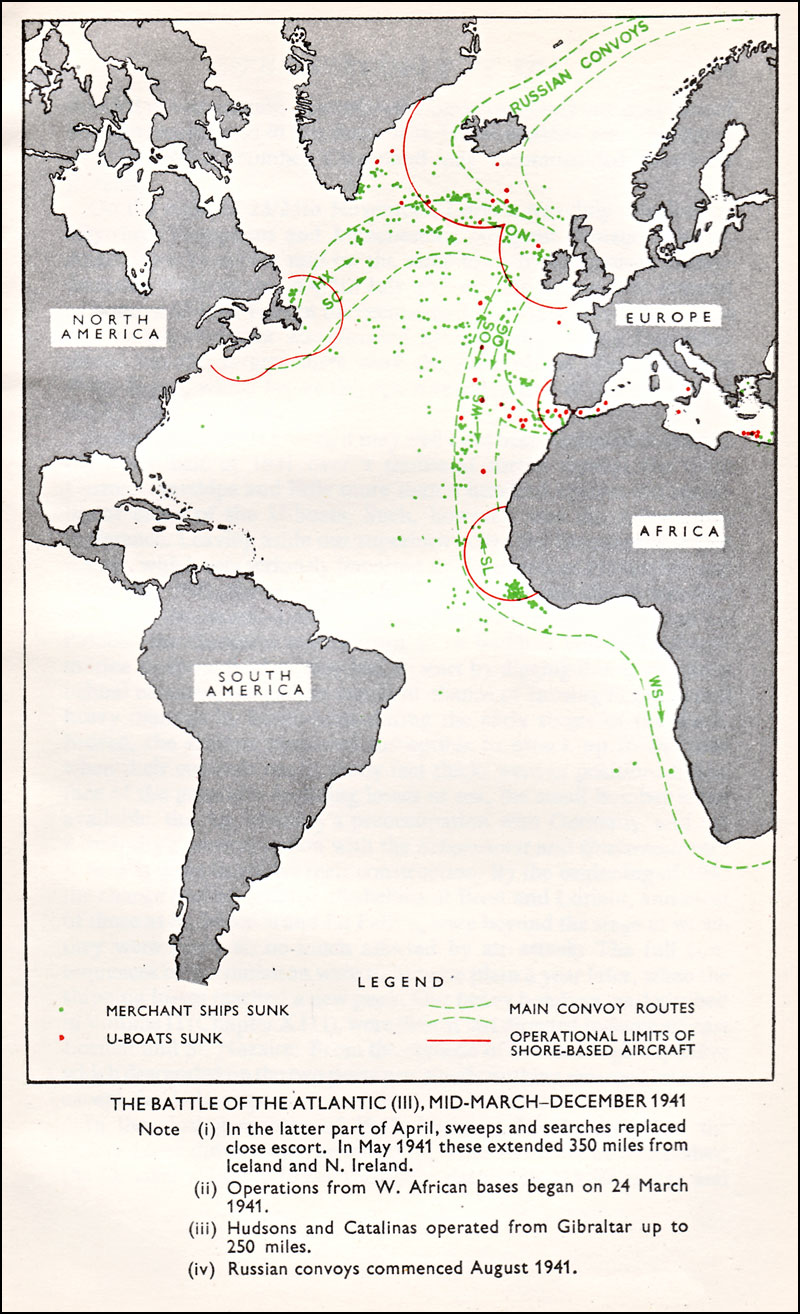
Geleitzugrouten im Atlantik 1941

Im Zweiten Weltkrieg schufen das Vereinigte Königreich und die Vereinigten Staaten frühzeitig eine leistungsfähige Geleitzugorganisation. Diese führte große Geleitzüge an Sammelpunkten wie z. B. vor Halifax zusammen, die gemeinsam und unter Geleitschutz den Atlantik überquerten. Es war eine große organisatorische Leistung, Verbände aus Dutzenden von Handelsschiffen unterschiedlicher Bauart und Nationalität unter dem Konvoikommodore zu einem Verband zusammenzuführen, der gemeinsam handeln konnte. Ein Geleitzug konnte sich über Flächen von vielen Quadratkilometern ausdehnen.
Die Geleitsicherung bestand aus schnellen Kampfschiffen wie Sloops, Korvetten, Fregatten und Zerstörern, die speziell zur U-Bootjagd ausgerüstet waren. Die Seitensicherung des Konvois schützte die Flanken und griff erkannte U-Boote an, die solange bekämpft wurden, bis die Achteraus-Sicherung den Kampf übernehmen konnte. Diese versuchte, entweder die U-Boote zu versenken oder solange unter Wasser zu drücken, bis der Geleitzug für die unter Wasser langsamen U-Boote zu weit entfernt war. Teil der Achteraus-Sicherung waren auch Rettungsschiffe, die die Mannschaften versenkter Schiffe übernehmen sollten.
Während des Zweiten Weltkrieges begann auch der Einsatz kleiner Flugzeugträger, sogenannte Geleitflugzeugträger, für die Sicherung gegen U-Boote und Bomber. Es wurden auch CAM-Schiffe (englisch: CAM ship = „Catapult Aircraft Merchantman“ – zu deutsch etwa: „Katapult-Flugzeug-Handelsschiff“) und MAC-Schiffe (Merchant Aircraft Carrier, etwa Handelsflugzeugträger) eingesetzt. Um für den Start und die Landung ihrer Flugzeuge jederzeit in den Wind drehen zu können, fuhr der Geleitträger weit vor dem Geleitzug, um nicht durch die feste Fahrordnung des Geleites in seinen notwendigen Fahrbewegungen behindert zu werden. Die Flugzeuge des Trägers sicherten weiträumig gegen U-Boote und verhinderten so weit wie möglich auch, dass sich U-Boote, die vor dem Geleitzug standen, in den Geleitzug sacken lassen konnten.
Mathematische Überlegungen der Royal Navy unter der Leitung des späteren Nobelpreisträgers Patrick Blackett legten zudem nahe, dass größere Geleitzüge relativ gesehen weniger Verluste haben würden als kleine Geleitzüge. Begründet wurde dies mit der Tatsache, dass der Kreisumfang (Bereich der durch Begleitschiffe gedeckt wird) linear mit dem Kreisradius wächst, die Kreisfläche (Raum für Handelsschiffe) aber im Quadrat. Die Anwendung der Regel sollte zu einer Verringerung der absoluten Verluste an Schiffen und zu einer Einsparung von Begleitschiffen führen. 1943 begannen die  Westalliierten damit, Geleitzüge mit bis zu 160 Frachtschiffen zusammenzustellen. Dadurch wurden auch Kapazitäten an Begleitschiffen für andere Aufgaben frei, wie zum Beispiel die Bildung von U-Boot-Jagdgruppen oder maritime Landungsunternehmen. Der Western Approaches Tactical Unit (WATU) der Royal Navy in Liverpool versuchte, die Ausbildung der Besatzungen der Begleitschiffe mit Hilfe von simulierten Einsätzen (the Game) zu verbessern. Er schulte mehr als 5.000 Offiziere mit dem Ziel, eine einheitliche und abgestimmte Taktik für eine Konvoiverteidigung zu entwickeln.
Mit der Steigerung der Reichweite der Flugzeuge und dem Einsatz von Radar wurden auch landgestützte Bomber im Atlantik zu einer Bedrohung. Solche Bomber griffen auch Geleite um Norwegen auf dem Weg nach Nordrussland (Nordmeergeleitzüge nach Murmansk und Archangelsk) und im Mittelmeer an.

## Zweiter Weltkrieg im Pazifik

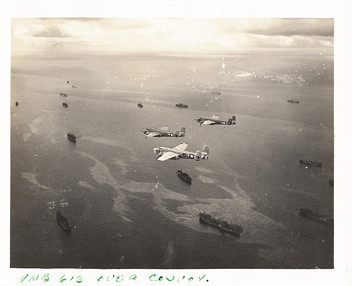
US-Konvoi bei den Marshallinseln (1945)

Auch im Pazifikkrieg 1941 bis 1945 wurden Schiffskonvois eingesetzt. Bekanntheit erlangte der Pensacola-Konvoi 1941.
Im Pazifik hatten US-U-Boote großen Erfolg bei Angriffen auf die japanische Handelsschifffahrt. Der Erfolg in der Bekämpfung der japanischen Handelsschifffahrt wurde auch durch die Ansicht der japanischen Marineführung begünstigt, dass für Kriegsschiffe der Kampf gegen andere Kriegsschiffe „ehrenhafter“ sei als der Schutz von Handelsschiffen, weshalb kaum eine den Bemühungen der Alliierten vergleichbare organisierte Konvoisicherung vorhanden war. Die aufgrund der Verluste in der Handelsschifffahrt eingetretenen Engpässe des japanischen Nachschubs wie auch der Rohstoffversorgung Japans trugen erheblich zum alliierten Sieg im Pazifik bei. 2 % des amerikanischen Marinepersonals waren letztlich für 55 % der vernichteten Gesamttonnage der japanischen Handelsschifffahrt verantwortlich. Ab Anfang 1944 versenkten alliierte Unterseeboote in zunehmendem Maße japanische Handelsschiffe. Durch die Entschlüsselung der japanischen Marinecodes war die US-Navy in der Lage, den feindlichen Funkverkehr abzuhören und ihre U-Boote so an die japanischen Schiffe heranzuführen. Hinzu kam, dass die japanische Marine regelmäßig die Position und die geplante Route der durch ihre Kampfeinheiten geschützten Konvois an das Hauptquartier durchgab. Die U-Boot-Kommandeure erhielten diese Routen von den Entschlüsselungsabteilungen mitgeteilt und konnten anschließend frei entscheiden, wo und wann sie die besten Voraussetzungen für einen Angriff sahen.
Die mangelhafte U-Jagd-Doktrin der japanischen Marine trug ebenfalls zu den hohen Verlustzahlen bei. Sie hatte vor und während der ersten Kriegsjahre der U-Jagd und dem Schutz von Handelsschiffen nur einen geringen Stellenwert bemessen und geschützte Geleitzüge wurden erst ab 1943 zur Regel. Erst gegen Ende 1943 wurde das Große Geleithauptquartier zur Koordinierung von Geleitzügen und der Entwicklung einer Standarddoktrin für die Konvoibildung eingerichtet. Im April 1944 erfolgte zusätzlich die Einrichtung eines Geleit-von-Konvois-Hauptquartier. Es stellte einen Pool erfahrener Kommandeure dar, die als Konvoibefehlshaber dienen sollten. Von ihnen besaß keiner wirkliche Erfahrung in der Konvoikriegsführung oder der U-Abwehr.
Angriffe auf die Handelsschifffahrt im Februar 1944 führten zu einer neuen Zusammenstellung der japanischen Geleitzüge. In diesem Monat gingen über zehn Prozent der Handelsflotte durch U-Boote und Luftangriffe verloren. Unter den Verlusten befanden sich mehrere Transportschiffe mit Verstärkungen für die Marianen und Karolinen. Als Reaktion vergrößerte das Große Geleithauptquartier die Standardgröße der Konvois von fünf auf „große“ Geleitzüge mit zehn bis zwanzig Schiffen. Durch diesen Wechsel konnte die Marine pro Konvoi mehr Geleitschiffe bereitstellen und hoffte durch die Reduktion der Konvoianzahl es den feindlichen U-Booten zu erschweren, Ziele zu finden.
Die japanische Marine setzte zum Schutz von Geleitzügen u. a. Kaibokan ein. Ein bekannter U-Boot-Angriff auf einen japanischen Konvoi war auf den Take-Ichi-Konvoi. Auch japanische U-Boote griffen Konvois an, aber sie konzentrierten sich im Wesentlichen auf Angriffe gegen Kriegsschiffe. Ein bekanntes Beispiel eines japanischen Angriff ist der Geleitzug GP55. Als Antwort auf die anhaltenden japanischen U-Boot-Angriffe auf Handelsschiffe ordnete die australische Marine an, dass ab dem 8. Juni 1942 jedes Schiff mit einer Verdrängung von mehr als 1200 ts und einer Höchstgeschwindigkeit unter 12 Knoten in bewaffneten Geleitzügen verkehren solle.

## Nach dem Zweiten Weltkrieg
Nach dem Zweiten Weltkrieg wurde das Geleitzugsystem eingestellt. Mit Beginn des Kalten Krieges wurde die sowjetische U-Boot-Bedrohung gegen die Verbindungen zwischen Nordamerika und Europa als so groß eingeschätzt, dass die NATO im Mai 1950 eine neue, an den Erfahrungen des Zweiten Weltkriegs orientierte Marineschifffahrtsleitorganisation unter der Bezeichnung Naval Control of Shipping Organisation (NCSOrg) einrichtete.
Nach Beendigung der Ost-West-Konfrontation wurde diese Organisation von einem verpflichtenden zu einem kooperativen System umgestaltet, das auf freiwillige Zusammenarbeit ausgelegt ist und die Bezeichnung Naval Co-operation and Guidance for Shipping (NCAGS) trägt.
Während des Ersten Golfkriegs eskortierten die Streitkräfte der Vereinigten Staaten umgeflaggte kuwaitische Öltanker im Persischen Golf (siehe auch Operation Earnest Will).
Mit dem Anwachsen der Piraterie vor der Küste Somalias ist seit 2002 eine neue Bedrohung gegen die Schifffahrt entstanden, die zur Aufstellung von Geleitzügen für Handelsschiffe geführt hat. An den Geleitoperationen beteiligen sich neben verschiedenen Organisationen wie der NATO und der Europäischen Union eine Anzahl von Einzelstaaten. Die EU leistet im Rahmen der Operation Atalanta Schiffen des Welternährungsprogramms der Vereinten Nationen Geleitschutz. Parallel dazu bietet die U.S. Navy langsameren Schiffen für die Passage des International Recommended Transit Corridors im Golf von Aden Geleit an.